# 山名八幡宮
山名八幡宮（やまなはちまんぐう）は、群馬県高崎市山名町にある神社。旧社格は郷社。

## 由緒
清和源氏新田義重の子で、山名氏の祖の山名義範が安元年間（1175年 - 1177年）に豊前国（大分県）の宇佐神宮から勧請し、文治年間（1185年 - 1190年）に社殿を造営したと伝えられる。ただ、八幡宮の裏山は宅地化されているが、その造成前の発掘調査で祭祀遺跡が見つかっており、八幡宮の鎮座以前から神籬（ひもろぎ）の場だったと考えられている。
応永年間に南朝の尹良親王が山名城に滞在の折、城主世良田政義の娘が親王の子（良王君）を懐妊し、当社にその安産を祈願したと伝えられ、以来、安産・子育て・虫封じの神として信仰が篤い。
宝永2年（1705年）前橋藩主・酒井忠挙より社地2町7反1畝7歩、乗鞍などを寄進された。
明治4年（1871年）に郷社に列せられた。
現在の社殿は本殿と幣殿が18世紀、拝殿が昭和61年（1986年）の建築。社宝には、義範が奉納したという「天国の宝剣」、政義と良王君が奉納したという太刀、酒井忠挙が寄進した乗鞍などがある。
二叉大根の信仰があり、拝殿天井絵には大黒天が二叉大根を担ぐ絵があるほか、算額にも二叉大根についての問題がある。縁起物として授与される「張子の獅子頭」は県指定の郷土伝統民芸品で、古来人気が高い。

## 文化財
高崎市指定重要文化財
- 山名八幡宮算額（昭和50年1月31日指定） - 明治18年（1885年）、関流岸幸太郎の奉納[5]。
- 山名八幡宮本殿・幣殿（平成7年3月24日）[6] - 本殿は三間社流造銅板葺で背面千鳥破風付、向拝唐破風付で前橋藩主・酒井雅楽頭によって明和4年（1767年）に建造された。幣殿も同時期の建築とみられる[1]。

## 交通アクセス
- 上信電鉄上信線・山名駅より徒歩1分
- 上信越自動車道藤岡ICより車で10分、関越自動車道高崎ICから車で20分。

## 周辺
- 群馬県道30号線
- 高崎市立南八幡小学校
- 高崎市立南八幡中学校
- 上信電鉄上信線・山名駅
- 高崎商科大学・高崎商科大学短期大学部
- 山名城跡
- 山ノ上碑・山ノ上古墳